# Arkansia wheeleri
Arkansia wheeleri és una espècie de mol·lusc bivalve pertanyent a la família Unionidae.

## Descripció
- La closca, relativament gruixuda, arriba a una mida màxima d'onze cm de llarg, 8,6 cm d'alt i 6 cm d'amplada.
- La superfície exterior és de color castany o negre amb una brillantor sedosa.[3]

## Hàbitat
Viu a l'aigua dolça.

## Distribució geogràfica
Es troba a Nord-amèrica: els Estats Units (el riu Kiamichi al sud-est d'Oklahoma, el riu Little al sud-oest d'Arkansas, el riu Ouachita a Arkansas i alguns rierols de Texas).

## Estat de conservació
Les seues principals amenaces són la construcció de preses i la disminució de la qualitat de l'aigua del seu hàbitat.